# Escola Austríaca
A Escola Austríaca (também conhecida como Escola de Viena) é uma escola de pensamento econômico que enfatiza o poder de organização espontânea do mecanismo de preços. A Escola Austríaca afirma que a complexidade das escolhas humanas subjetivas faz com que seja extremamente difícil (ou indecidível) a modelação matemática do mercado em evolução e defende uma abordagem laissez-faire para a economia. Os economistas da Escola Austríaca defendem a estrita aplicação rigorosa dos acordos contratuais voluntários entre os agentes econômicos, e afirmam que transações comerciais devam ser sujeitas à menor imposição possível de forças coercitivas como as Governamentais e/ou Corporativistas. Seus membros defendem, por exemplo, o free banking (sistema bancário sem regulamentação e com emissão de moeda privada).
A Escola Austríaca deriva seu nome de seus fundadores e adeptos iniciais predominantemente austríacos, incluindo Carl Menger, Eugen von Böhm-Bawerk e Ludwig von Mises. Outros proeminentes economistas da Escola Austríaca do século XX incluem Henry Hazlitt, Israel Kirzner, Murray Rothbard, e o vencedor do Prémio de Ciências Económicas Friedrich Hayek. Embora chamados de "austríacos", os atuais defensores da escola austríaca podem vir de qualquer parte do mundo. A Escola Austríaca foi influente no início do século XX e foi por um tempo considerada por muitos como sendo parte do pensamento econômico dominante (ou economia mainstream). Contribuições austríacas ao mainstream incluem ser uma das principais influências no desenvolvimento da teoria do valor neoclássica, incluindo a teoria do valor subjetivo em que se baseia, bem como as contribuições para o debate sobre o problema do cálculo econômico, que diz respeito à propriedades de alocação de uma economia planificada versus as propriedades de alocação de uma economia de livre mercado descentralizada. Entre os principais influenciados está o presidente norte-americano Ronald Reagan que afirmou que Milton Friedman, Friedrich Hayek e Ludwig von Mises formaram a "essência da sua agenda econômica como presidente", chamada de Reaganomics.
A partir de meados do século XX em diante, foi considerada uma escola heterodoxa, e atualmente contribui relativamente pouco para o pensamento econômico dominante. No entanto, algumas afirmações de economistas da Escola Austríaca foram interpretados por alguns como avisos sobre a crise financeira de 2007-2009, que por sua vez levou ao interesse renovado em teorias da Escola.
Economistas da Escola Austríaca argumentam que o único meio de se chegar a uma teoria econômica válida é derivá-la logicamente a partir dos princípios básicos da ação humana, um método denominado Praxeologia. Este método sustenta que permite a descoberta de leis econômicas fundamentais válidas para toda a ação humana. Paralelamente a praxeologia, essas teorias tradicionalmente defendem uma abordagem interpretativa da história para abordar acontecimentos históricos específicos. Além disso, enquanto economistas freqüentemente utilizam experimentos naturais, os economistas austríacos afirmam que testabilidade na economia é virtualmente impossível, uma vez que depende de atores humanos que não podem ser colocados em um cenário de laboratório sem que sejam alteradas suas possíveis ações. Economistas pertencentes ao mainstream acreditam que a metodologia adotada pela moderna economia austríaca carece de rigor científico; Os críticos argumentam que a abordagem austríaca falha no teste de falseabilidade.
A Escola Austríaca é uma escola heterodoxa, isso significa que possuem pensamentos e teorias que não vão de acordo com as ideias da economia ortodoxa, pois se baseia no individualismo metodológico a tese de que os fenômenos sociais resultam exclusivamente das motivações e ações individuais.
A Escola Austríaca se originou em Viena no final do século XIX e início do século XX, algumas das principais contribuições foram de Carl Menger, Eugen Böhm von Bawerk e Friedrich von Wieser. Estava em oposição à Escola Histórica em uma disputa metodológica.
Entre as primeiras contribuições da Escola Austríaca estão: a teoria subjetiva do valor, o marginalismo na teoria dos preços e o problema do cálculo econômico.
Em 1974, no ano seguinte à morte de Mises, seu díscipulo F. A. Hayek recebeu um renovado impulso internacional ao desenvolvimento doutrinal da Escola Austríaca ao receber o Prêmio Nobel de Economia.

## Origens
A Escola Austríaca de Economia reúne em torno de si uma gama considerável de autores distribuídos ao longo de cinco ou mais gerações de economistas. O início dessa tradição de pesquisa acontece com a publicação do Grundsätze (Princípios da Economia), de Carl Menger, em 1871, o livro foi um dos primeiros tratados modernos a promover a teoria da utilidade marginal e o autor até então desconhecido que residia em Viena. Embora o marginalismo fosse geralmente influente, também havia uma escola mais específica que começou a se aglutinar em torno da obra de Menger, que veio a ser conhecida como "Escola de Psicologia", "Escola de Viena" ou "Escola Austríaca". Menger desde então tornou-se conhecido como o pai ou o fundador de um movimento específico no interior do pensamento econômico. A Escola Austríaca foi uma das três correntes fundadoras da revolução marginalista da década de 1870, com sua principal contribuição sendo a introdução da abordagem subjetivista na economia. A trajetória das ideias austríacas, desde essa época, pode ser traçada em seus aspectos gerais. Menger notabilizou-se pela sua exposição dos fundamentos da teoria do valor econômico, pela sua minuciosa descrição dos processos de produção e consumo e por um número de definições que viriam a ser incorporadas pela ortodoxia econômica no século XX. Mas Menger não se tornou muito conhecido à sua época, cabendo a dois seguidores, Böhm-Bawerk e Wieser, o papel de divulgadores de suas ideias para o público internacional. De fato, esses últimos tornaram-se muito respeitados na comunidade acadêmica e suas contribuições teóricas foram bastante aproveitadas na edificação de uma teoria do valor, da produção, dos ciclos econômicos e da lógica da escolha entre o início do século XX e os anos 30. Esses três economistas se tornaram o que é conhecido como a "primeira onda" da Escola Austríaca. Por essa época não havia uma clara distinção entre a tradição austríaca e a ortodoxia econômica que se firmara na Inglaterra, nos EUA e em outros países, mas a Escola Austríaca sempre guardou um afastamento da tradição marginalista e marshalliana que passou a predominar nesses meios. Böhm-Bawerk escreveu extensas críticas a Karl Marx nas décadas de 1880 e 1890 como parte da participação dos austríacos na Methodenstreit do final do século XIX, durante a qual eles atacaram as doutrinas hegelianas da escola histórica.

### Século XX (Vinte)
Frank Albert Fetter (1863–1949) foi um líder do pensamento austríaco, nasceu em 1863, na cidade de Peru, Indiana, Estados Unidos. Ele obteve seu PhD em 1894 na Universidade de Halle-Wittenberg (Alemanha) e, em seguida, foi nomeado Professor de Economia Política e Finanças em Cornell (Universidade localizada em Ithaca, Nova York) em 1901. Durante a década de 1920 Vários economistas austríacos importantes formaram-se na Universidade de Viena e posteriormente participaram de seminários privados realizados por Ludwig von Mises. Estes incluíram Gottfried Haberler, Friedrich Hayek, Fritz Machlup, Karl Menger (filho de Carl Menger), Oskar Morgenstern, Paul Rosenstein-Rodan, Abraham Wald, e Michael A. Heilperin, entre outros, bem como o sociólogo Alfred Schütz.

### Posteriormente no Século XX (Vinte)
Em meados da década de 1930, a maioria dos economistas havia adotado o que consideravam as contribuições importantes dos primeiros austríacos. Fritz Machlup citou a declaração de Hayek de que "o maior sucesso de uma escola é que ela deixa de existir porque seus ensinamentos fundamentais se tornaram parte do corpo geral do pensamento comumente aceito". Em algum momento durante o meio do século 20, a economia austríaca foi desconsiderada ou ridicularizada pelos economistas convencionais porque rejeitou a construção de modelos e métodos matemáticos e estatísticos no estudo da economia. O aluno de Mises, Israel Kirzner, lembrou que em 1954, quando Kirzner estava fazendo seu doutorado, não havia uma Escola Austríaca separada como tal. Quando Kirzner estava decidindo qual escola de pós-graduação cursar, Mises o aconselhou a aceitar uma oferta de admissão na Johns Hopkins porque era uma universidade de prestígio e Fritz Machlup lecionava lá.

### Metodologia
Na literatura especializada, os ensaios de Jaffé e Streissler demonstraram que a tradição austríaca em Menger mantinha uma especificidade de conceitos e ideias de modo a não poder ser confundida com a abordagem de um William Stanley Jevons ou de um Leon Walras, nomes usualmente colocados ao lado de Menger como representantes do episódio conhecido como Revolução marginalista. Ao processo de separação de ideias entre Jevons, Walras e Menger, Jaffé cunhou a expressão “desomogeneização” (de-homogeneized) para indicar tratar-se de três tradições distintas que se filiam a diferentes técnicas de análise e pedigrees filosóficos, e como conseqüência cada qual focaliza a Economia de um modo bem particular.
A escola austríaca baseia-se no conceito filosófico de individualismo (em oposição ao conceito de colectivismo), sendo a sua visão aristotélica/racionalista da economia divergente das teorias económicas neo-clássicas actualmente dominantes, baseadas numa visão platónica/positivista da economia.
A escola austríaca considera o Individualismo metodológico como única fonte válida para a determinação de teorias económicas, ou seja, dada a complexidade e infinitos fatores que influenciam as decisões económicas dos vários indivíduos numa sociedade, a única forma válida de explicar essas decisões é estudar quais os princípios fundamentais que regem todas as ações humanas.
À aplicação formal do Individualismo metodológico dá-se o nome de praxeologia. Esta visa definir leis económicas válidas para qualquer ação humana, ou seja, preocupa-se em analisar quais os conceitos e implicações lógicas por detrás das preferências e escolhas dos indivíduos, considerando verdadeiras apenas as leis económicas que são válidas independentemente do tempo ou lugar em que se aplicam.
A praxeologia levou à definição axiomas como, por exemplo, de que o homem age sempre com a intenção de aumentar o seu conforto ou reduzir seu desconforto, respeitando sempre uma escala ordinal de necessidades que nem sempre são objectivas ou racionais.
Utilizando o mesmo axioma, concluem alguns,  que um mercado livre da influência estatal é a forma mais eficiente de suprir as diversas necessidades que surgem numa sociedade, dada, segundo esses, a incapacidade do Estado em interpretar correctamente e suprir com eficiência as necessidades em constante mutação dos diferentes indivíduos que compõem uma sociedade.

### Núcleo
- Individualismo metodológico: este preceito, compartilhado pela teoria neoclássica, busca a explicação dos fenômenos econômicos na ação dos indivíduos, e não em entidades coletivas, como por exemplo faz o historicismo. Rejeita-se da mesma forma conceitos e agregados macroeconômicos que não sejam fundamentados na ação individual. A ação humana individual é o ponto de partida para a EA.[31]
- Subjetivismo Metodológico: o subjetivismo da EA não se limita as preferências do consumidor, mas parte da noção de ação humana baseada em planos individuais, que incorpora também as expectativas e o conhecimento geral dos agentes econômicos, como conjecturas empresariais. Os meios e fins dos planos individuais têm sua origem na mente dos agentes, são imaginados e definidos pelas pessoas. É um subjetivismo "epistêmico": as expectativas, o conhecimento das preferências, dos bens e as conjecturas empresariais são conhecimento falível e conjectural, imaginados pelos agentes, não sendo "dados" de antemão ao economista. A relação entre o conhecimento individual e as realidades objetivas do mercado faz parte dos problemas estudados pela EA.[31]
- Análise de Processo: os austríacos não centram sua análise nas propriedades de um estado de equilíbrio, mas sim no processo de trocas que levaria ou não a tal estado. Estuda a ação humana fora do equilíbrio. A análise de processo parte das conjecturas empresariais, cuja implementação leva a erros que surgem das ações baseadas em conhecimento imperfeito e prossegue estudando os mecanismos de correção de erros. A EA estuda a ordem espontânea do mercado, que surge da interação de indivíduos que agem conforme seus planos independentes, baseados em conhecimento imperfeito e sujeito a mudanças inesperadas.[31]
- Complexidade: A EA identifica na diversidade micro a causa fundamental de vários fenômenos econômicos. Suas teorias evitam utilizar agregados homogêneos, apontando em vez disso para as relações estruturais entre os elementos diferenciados de tais agregados: enfatiza-se a estrutura do capital em detrimento de sua quantidade total, os movimento relativos nos preços são mais importantes do que o estudo do "nível dos preços", o conhecimento e expectativas variam conforme o agente e o sistema de preços é visto como um sistema complexo de adaptação a mudanças frequentes e desconhecidas pelos agentes, formando uma ordem espontânea auto-organizável.[31]
- Heurística Positiva: orientada por estes preceitos básicos, a EA desenvolve teorias nas seguintes direções: tornar os fenômenos inteligíveis em termos de ação humana proposital, em especial o estudo de planos individuais; traçar consequências não intencionais da ação humana; lidar com as consequências da passagem do tempo e da imperfeição do conhecimento, como o estudo da inconsistência de planos; desenvolver teorias sobre a aquisiçao de conhecimento por parte dos agentes; estabelecer as condições para se admitir a existência de uma tendência ao equilíbrio; estabelecer as condições em que ocorrem desequilíbrio, como na teoria de ciclos; construir teorias com relações estruturais entre seus elementos, que deem conta da diversidade e complexidade do fenômeno estudado.[31]
- Heurística Negativa: paralelamente a este programa positivo, os austríacos seguem regras negativas como: não construir teorias que estabeleçam relações causais entre agregados e médias, sem fazer referência a ações humanas individuais; não construir teorias nas quais as ações humanas são completamente determinadas por situações externas, negando-se alguma autonomia a mente humana; não utilizar teorias que admitem conhecimento perfeito ou optimamente imperfeito; não desconsiderar diversidade individual dos agentes e o realismo das hipóteses (rejeita-se o instrumentalismo metodológico).[31]

## Críticas

### Em geral
Os economistas tradicionais geralmente rejeitam a economia austríaca moderna e argumentam que os economistas austríacos são excessivamente avessos ao uso da matemática e da estatística na economia. A oposição austríaca à matematização se estende apenas à teorização econômica, pois eles argumentam que o comportamento humano é muito variável para que os modelos matemáticos abrangentes sejam verdadeiros ao longo do tempo e do contexto. Os austríacos, no entanto, apoiam a análise da preferência revelada por meio da matematização para auxiliar os negócios e as finanças.
O economista Paul Krugman afirmou que os austríacos desconhecem as lacunas em seu próprio pensamento porque não usam "modelos explícitos".
O economista Benjamin Klein criticou o trabalho metodológico econômico do economista austríaco Israel M. Kirzner. Ao elogiar Kirzner por destacar as deficiências na metodologia tradicional, Klein argumentou que Kirzner não fornecia uma alternativa viável para a metodologia econômica. O economista Tyler Cowen escreveu que a teoria do empreendedorismo de Kirzner pode ser reduzida a um modelo de busca neoclássico e, portanto, não está na tradição subjetivista radical da praxeologia austríaca. Cowen afirma que os empreendedores de Kirzner podem ser modelados em termos de pesquisa convencionais. 
O economista Jeffrey Sachs argumenta que, entre os países desenvolvidos, aqueles com altas taxas de tributação e altos gastos com bem-estar social têm melhor desempenho na maioria das medidas de desempenho econômico em comparação com países com baixas taxas de tributação e baixos gastos sociais. Ele conclui que Friedrich Hayek estava errado ao argumentar que altos níveis de gastos do governo prejudicam uma economia e "um estado de bem-estar social generoso não é um caminho para a servidão, mas sim para a justiça, igualdade econômica e competitividade internacional". 
O economista Bryan Caplan notou que Mises foi criticado por exagerar a força de seu caso ao descrever o socialismo como "impossível" ao invés de algo que precisaria estabelecer instituições fora do mercado para lidar com a ineficiência.

### Metodologia
Os críticos argumentam que a economia austríaca carece de rigor científico e rejeita métodos científicos e o uso de dados empíricos na modelagem do comportamento econômico. Alguns economistas descrevem a metodologia austríaca como sendo a priori ou não empírica.
O economista Mark Blaug criticou o excesso de confiança no individualismo metodológico, argumentando que descartaria todas as proposições macroeconômicas que não podem ser reduzidas a microeconômicas e, portanto, rejeitaria quase toda a macroeconomia aceita.
O economista Thomas Mayer afirmou que os austríacos defendem a rejeição do método científico que envolve o desenvolvimento de teorias empiricamente falsificáveis. Além disso, os economistas desenvolveram vários experimentos que extraem informações úteis sobre as preferências individuais.
Embora o economista Leland Yeager simpatize com a economia austríaca, ele rejeita muitas visões favoritas do grupo de austríacos simpatizantes de Mises, em particular "as especificidades de sua teoria dos ciclos econômicos, ultrasubjetivismo na teoria do valor e particularmente na teoria da taxa de juros, sua insistência na causalidade unidirecional ao invés da interdependência geral, e sua predileção por meditação metodológica, profundidades inúteis e ginástica verbal”.
O economista Paul A. Samuelson escreveu em 1964 que a maioria dos economistas acredita que as conclusões econômicas alcançadas por pura dedução lógica são limitadas e fracas. De acordo com Samuelson e Caplan, a metodologia dedutiva de Mises, também adotada por Murray Rothbard e, em menor grau, pelo aluno de Mises, Israel Kirzner, não era suficiente por si só.

### Teoria dos ciclos econômicos
A pesquisa econômica dominante sobre a teoria austríaca dos ciclos econômicos considera que ela é inconsistente com as evidências empíricas. Economistas notáveis como Gordon Tullock, Milton Friedman e Paul Krugman disseram que consideram a teoria incorreta. O economista austríaco Ludwig Lachmann observou que a teoria austríaca foi rejeitada durante a década de 1930.
A promessa de uma teoria austríaca do ciclo econômico, que também poderia servir para explicar a gravidade da Grande Depressão, uma característica do início dos anos 1930 que forneceu o pano de fundo para a aparição bem-sucedida de Hayek no cenário londrino, logo se mostrou enganosa. Três gigantes – Keynes, Knight e Sraffa – se voltaram contra os infelizes austríacos que, em meados daquela década negra, tiveram que lutar em três frentes. Naturalmente, provou ser uma tarefa além de suas forças.

#### Objeções teóricas
Alguns economistas argumentaram que a teoria austríaca dos ciclos econômicos exige que banqueiros e investidores exibam um tipo de irracionalidade porque a teoria austríaca postula que os investidores serão enganados repetidamente (por taxas de juros temporariamente baixas) a tomar decisões de investimento não lucrativas. Milton Friedman se opôs às implicações políticas da teoria, afirmando o seguinte em uma entrevista de 1998:
Acho que a teoria do ciclo econômico austríaco fez muito mal ao mundo. Se você voltar para a década de 1930, que é um ponto-chave, aqui você tinha os austríacos sentados em Londres, Hayek e Lionel Robbins, e dizendo que você apenas tem que deixar o fundo do mundo cair. Você apenas tem que deixá-lo curar-se. Você não pode fazer nada sobre isso. Você só vai piorar. Você tem Rothbard dizendo que foi um grande erro não deixar todo o sistema bancário entrar em colapso. Acho que ao encorajar esse tipo de política de não fazer nada tanto na Grã-Bretanha quanto nos Estados Unidos, eles causaram danos.

#### Objeções empíricas
Em 1969, Milton Friedman examinou a história dos ciclos econômicos nos Estados Unidos e escreveu que "parece não haver conexão sistemática entre o tamanho de uma expansão e a contração subsequente", contradizendo as teorias dos ciclos econômicos (como o ciclo econômico austríaco) que se baseiam nessa premissa. Ele analisou a questão usando dados mais recentes em 1993 e novamente chegou à mesma conclusão. Referindo-se à discussão de Friedman sobre o ciclo econômico, o economista austríaco Roger Garrison argumentou que as descobertas empíricas de Friedman são "amplamente consistentes com as visões monetarista e austríaca" e continua argumentando que, embora o modelo de Friedman "descreva o desempenho da economia no nível mais alto de agregação, A teoria austríaca oferece um relato perspicaz do processo de mercado que pode estar subjacente a esses agregados”.